# 아이카와역 (오사카부)
아이카와역(일본어: 相川駅, あいかわえき)은 일본 오사카부 오사카시 히가시요도가와구에 있는 한큐 전철 교토 본선의 역이다. 역 번호는 HK-65이다.

## 역사
개업 시의 역명은 스이타초 역이었지만, 센리 선(1967년까지는 센리야마 선)의 스이타 역과의 겹치는 점의 등에서 여러 차례 역명이 변경되어 왔다. 아이카와 역명은 역 근처를 흐르는 아이 강에서 유래한다.
- 1928년 1월 16일: 신케이한 철도 아와지 ~ 다카쓰키초 역(현, 다카쓰키시 역)간 연장 개통과 동시에 스이타초역(すいたまちえき)으로 영업 개시. 개업 시에 대피선이 있었지만 1933년에 철거되었다.
- 1930년 9월 15일: 게이한 전기철도의 합병에 따라, 게이한 전기철도 신케이한 선의 역이 됨. 동시에 게이한 스이타역으로 역명 변경.
- 1943년 10월 1일: 게이한신 급행전철(현, 한큐 전철)의 합병으로, 스이타히가시구치역으로 역명을 변경하고 센리야마 선(현, 한큐 센리 선)의 히가시스이타 역을 스이타 역으로 역명 변경.
- 1949년 12월 1일: 신케이한 선이 교토 본선으로 노선명이 변경되어 본 역도 교토 본선의 역이 됨.
- 1954년 5월 1일: 아이카와역으로 역명 변경.
- 1969년: 대피 설비가 부활함.

## 역 구조
성토 위, 섬식 승강장 2면 4선의 고가역에서 대피 시설을 갖추고 있다.
승강장은 개찰구 층의 위층에 있다. 개찰구는 가와라마치 방향의 동서 양쪽 위에 위치하며, 인근 고교 학생들의 전용 출입구도 있다.

### 승강장
| 번호 | 노선        | 방향 | 행선                                                       |
| ---- | ----------- | ---- | ---------------------------------------------------------- |
| 1・2 | ■ 교토 본선 | 상행 | 교토・가라스마・가쓰라・다카쓰키시・아라시야마 방면        |
| 3・4 | ■ 교토 본선 | 하행 | 오사카 (우메다)・덴가차야・기타센리・고베・다카라즈카 방면 |

- 내측의 두 선로(2,3번 선)가 주로 본선, 외측의 두 선로(1,4번 선)가 대피선이다.
- 새벽 시간에는 당역 시발 하행 열차(주로 덴가차야 행)가 설정되어 있다.

## 역 주변
역에서 동서로 방사상의 도로가 뻗어 있다.
열차는 본 역을 끼고 바로 북쪽에서 아이 강, 남쪽에서 간자키 강을 계속해서 건넌다. 또, 아이 강은 본 역의 남서쪽에서 간자키 강에 합류한다.
- 학교 법인 오사카 세이케이 학원
  - 오사카 세이케이 대학
  - 오사카 세이케이 단기 대학
  - 오사카 세이케이 여자 고등학교
- 오사카 고등학교
- 오사카 부 제생회 스이타 병원
- 아이카와 병원
- 히가시요도가와 아이카와 우체국
- 스이타 미나미타카하마 우체국
- 오사카 시영 지하철 이마자토스지 선 이타카노 역 - 1km가량 떨어져 있다.
- 오사카 시 교통국 히가시스이타 검차장 - 상호 직통 운전을 하고 있는 오사카 시영 지하철 사카이스지 선 차량기지. 검차로의 인입선은 쇼자쿠 역 근처의 하행선상에 있으며, 출고한 열차가 당역을 시발로 운용을 시작하는 경우도 있다.
- 아이 강
- 간자키 강
- 오사카 부도 151호 아이카와 정차장선
  - 신케이한바시 - 아이 강을 건너는 다리.

## 사진

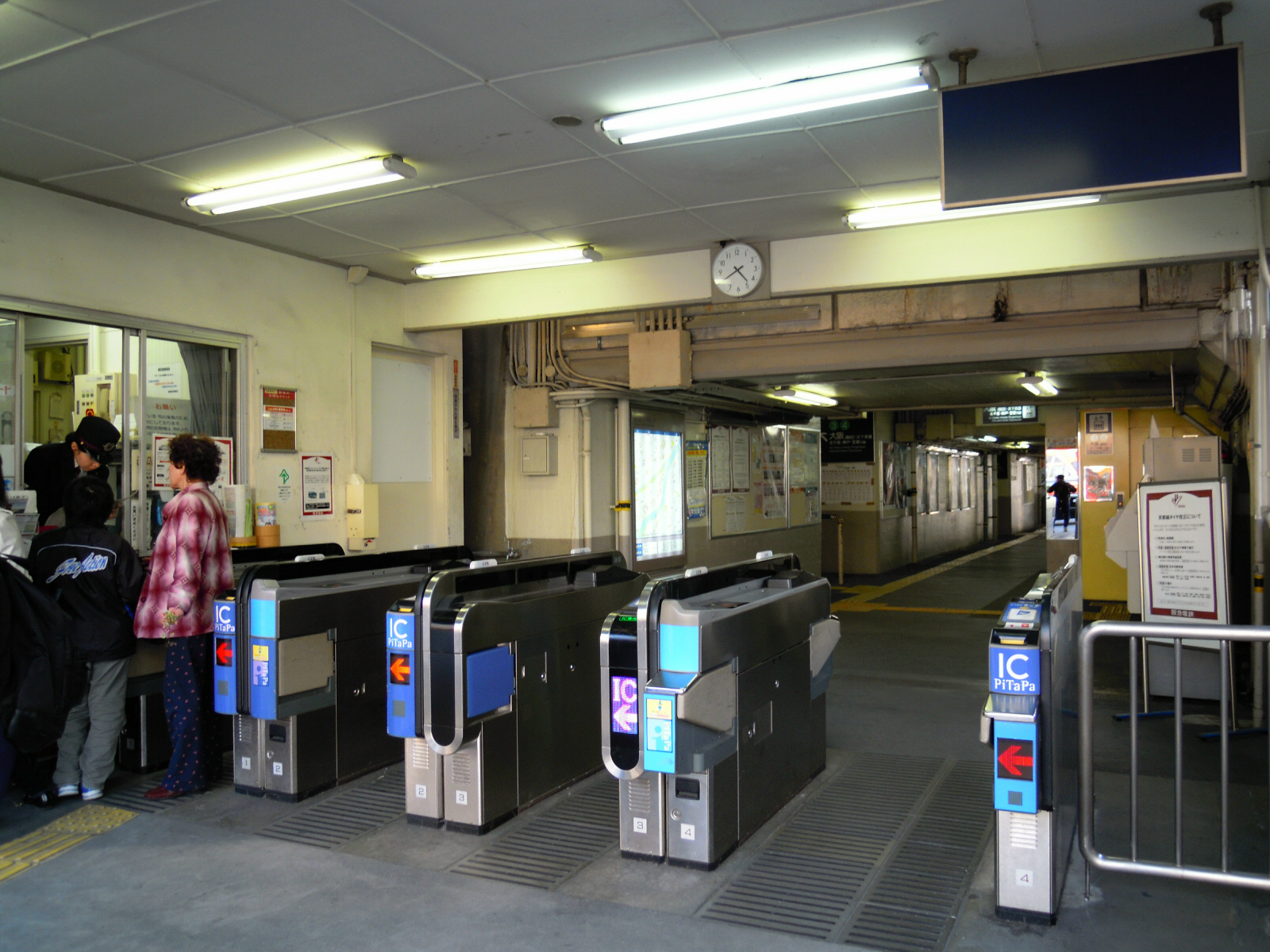
개찰구
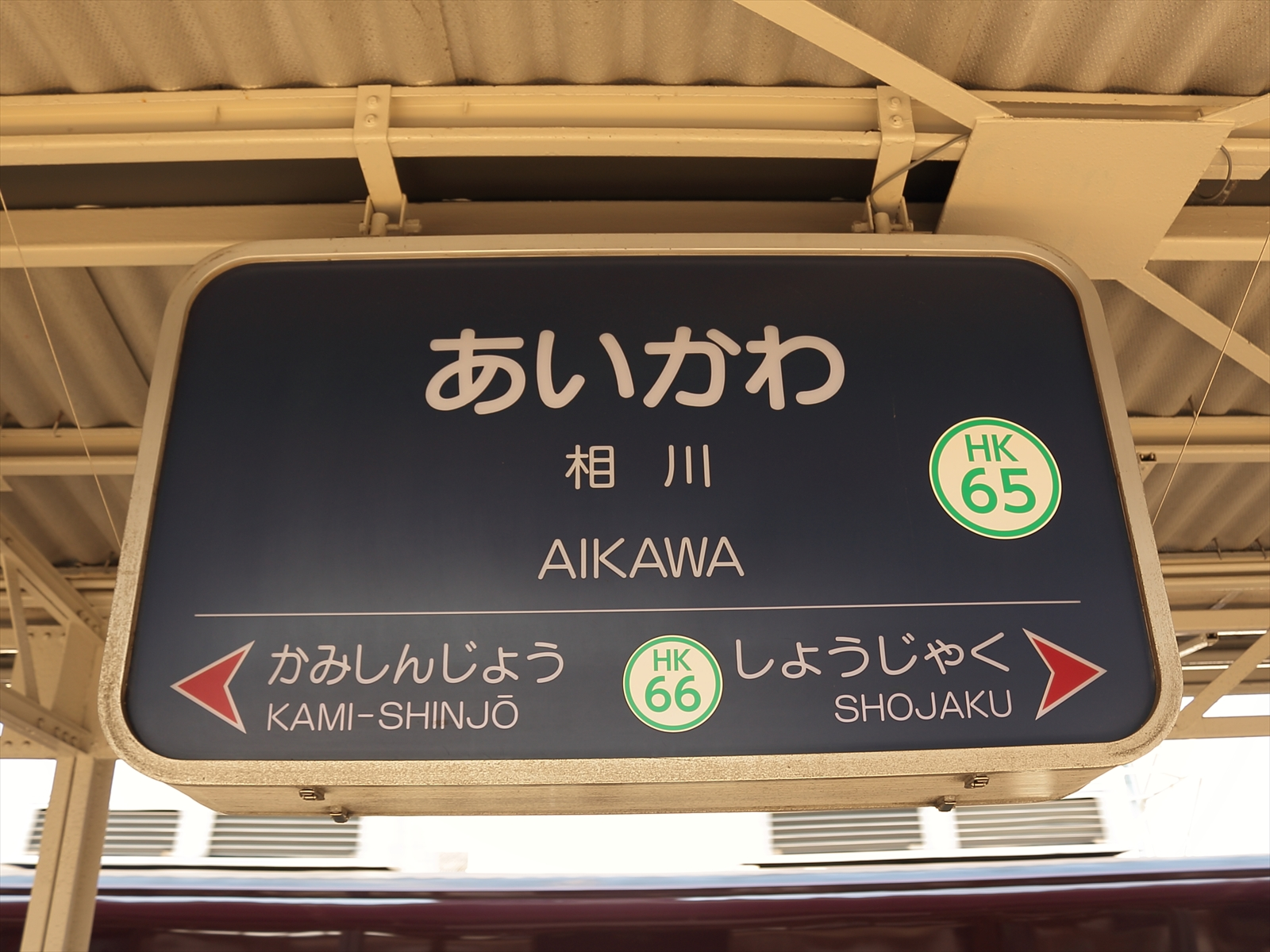
역명판

## 인접역
| 한큐 전철 ■ 교토 본선      | 한큐 전철 ■ 교토 본선 | 한큐 전철 ■ 교토 본선        |
| -------------------------- | --------------------- | ---------------------------- |
| HK-64 가미신조 우메다 방면 | ■ 보통                | 쇼자쿠 HK-66 가와라마치 방면 |